# Murimotu Island

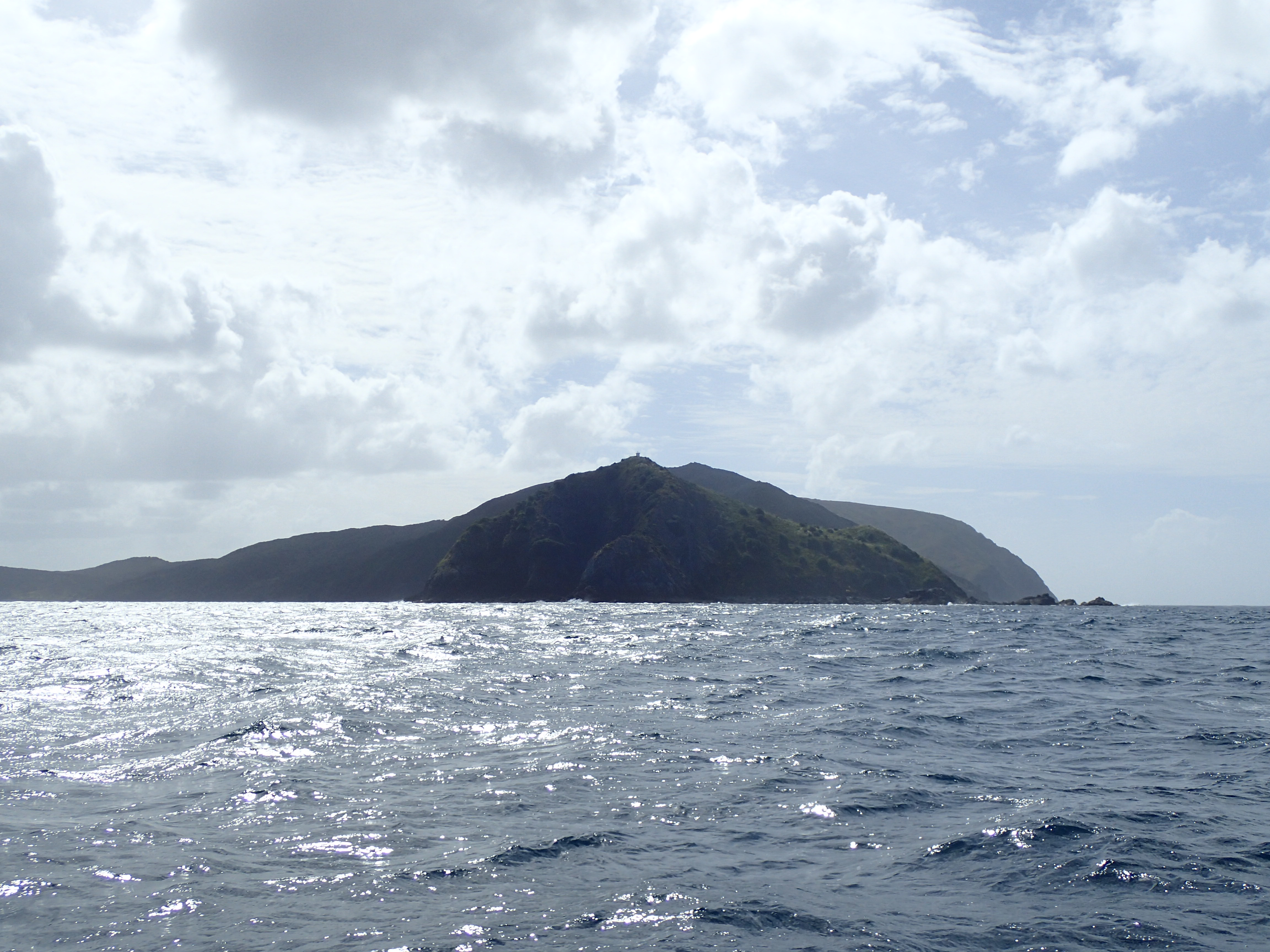
Murimotu Island (2018)

Muritomo Island ist eine Insel im Far North District der Region Northland auf der Nordinsel Neuseelands. 
Die Insel bildet die östliche Verlängerung des North Cape. Sie ist etwa 500 m lang, 250 m breit und 8 Hektar groß. Sie ist von Festland nur durch einen etwa 100 m breiten, seichten Kanal getrennt. Sie gehört zum vom Department of Conservation verwalteten Schutzgebiet North Cape Scientific Reserve, das nicht öffentlich zugänglich ist.

## Leuchtturm
Auf der Insel befand sich ein Leuchtturm. Sein Bau geht auf eine aus dem Jahr 1908 stammende Empfehlung des beim Marine Departement beschäftigten Kapitän Bollins zurück, hier einen Leuchtturm zu bauen. Bereits vier Jahre später war die Finanzierung gesichert, der Erste Weltkrieg verhinderte jedoch damals dem Bau. Nach dem Krieg wurde die Frage im Marine Departement erneut diskutiert, als Alternative war ein Turm auf einer der Three Kings Islands im Gespräch. 
Der Turm wurde 1927 von Chance Bros & Co aus dem englischen Smethwick gebaut und 1929 in Betrieb genommen. Er besaß eine feststehende Linse von 400 mm Durchmesser und wurde mit einem Azetylenbrenner befeuert. 
1973 wurde ein neues, automatisches solarbetriebes Leuchtfeuer auf einem 2 m hohen Betonturm in Betrieb genommen. Der aus Stahlblech konstruierte Leuchtenraum des alten Leuchtturmes wurde am 23. Januar 1974 dem Commissioner of the Crown geschenkt und kann in der Far North Road in Waitaki Landing besichtigt werden. Das 99 m über dem Leer liegende, nur 2 m hohe Leuchtfeuer wird heute von der Maritime Safety Authority betrieben.
Es blinkt alle acht Sekunden und hat eine Reichweite von acht Seemeilen.